# Pallavolo Molfetta
 (mars 2014).
Maillots
Le Pallavolo Molfetta, est un club de volley-ball basé à Molfetta, fondé en 1964 et évoluant en Serie A1 (plus haut niveau national).

## Historique
- 1948 : Fondation du club, Pallavolo Molfetta
- 2003 : Promotion en Serie A2
- 2011 : Promotion en Serie A2
- 2013 : Vainqueur des play-offs d'accession et promotion en Serie A1

### Sponsoring
- 1964-2002 : ?
- 2002-2005 : Molfetta
- 2005-2010 : ?
- 2010-2012 : Pallavolo Molfetta
- 2012-2013 : ?
- 2013-2014 : Exprivia Molfetta
- 2014-2015 : Exprivia Neldiritto Molfetta
- 2015- : Exprivia Molfetta

## Entraîneurs
- 1964-2002 :  ?
- 2002-? 2004 :  Giuseppe Lorizio
- ? 2003-? 2004 :  Ermanno Piacentini
- ? 2004-2005 :  Giuseppe Lorizio
- 2005-2009 :  ?
- 2009-2010 :  Alessandro Lorenzoni
- 2010-2012 :  Giuseppe Lorizio
- 2012-2014 :  Juan Manuel Cichello
- 2014-2015 :  Vincenzo Di Pinto
- 2015-26 novembre 2015 :  Flavio Gulinelli
- 27 novembre 2015-18 février 2016 :  Paolo Montagnani
- 19 février 2016-4 novembre 2016 :  Vincenzo Di Pinto
- 5 novembre 2016-2017 :  Flavio Gulinelli

## Effectif de la saison 2013-2014
| No                                           | Nom                                          | Date de naissance                            | Taille                       | Poids                        | Poste                        |
| -------------------------------------------- | -------------------------------------------- | -------------------------------------------- | ---------------------------- | ---------------------------- | ---------------------------- |
| 1                                            | Cosimo Piscopo                               | 18 juillet 1983                              | 205                          |                              | Central                      |
| 2                                            | Daniele Mazzone                              | 4 juin 1992                                  | 207                          |                              | Central                      |
| 3                                            | Marco Izzo                                   | 17 novembre 1994                             | 195                          |                              | Passeur                      |
| 6                                            | Francesco Del Vecchio                        | 21 avril 1987                                | 195                          |                              | Réceptionneur-attaquant      |
| 7                                            | Andrea Cesarini                              | 22 juillet 1987                              | 180                          |                              | Libero                       |
| 8                                            | Enrico Diamantini                            | 4 avril 1993                                 | 198                          |                              | Central                      |
| 9                                            | Francesco De Marchi                          | 17 juin 1986                                 | 193                          |                              | Réceptionneur-attaquant      |
| 10                                           | Giulio Sabbi                                 | 10 août 1989                                 | 201                          |                              | Attaquant                    |
| 11                                           | Bruno Zanuto                                 | 3 mars 1983                                  | 200                          |                              | Réceptionneur-attaquant      |
| 12                                           | Alessandro Porcelli                          | 3 décembre 1995                              | 178                          |                              | Libero                       |
| 13                                           | Aleksandar Blagojević                        | 18 janvier 1993                              | 206                          |                              | Attaquant                    |
| 14                                           | Miguel Ángel Fornés                          | 6 septembre 1993                             | 204                          |                              | Central                      |
| 15                                           | Iván Castellani                              | 19 janvier 1991                              | 198                          | 82                           | Attaquant                    |
| 16                                           | Cristian Casoli                              | 27 janvier 1975                              | 192                          |                              | Réceptionneur-attaquant      |
| 17                                           | Rolando Despaigne                            | 7 juillet 1987                               | 200                          | 86                           | Réceptionneur-attaquant      |
| 18                                           | Davide Saitta                                | 23 juin 1987                                 | 188                          |                              | Passeur                      |
|                                              |                                              |                                              |                              |                              |                              |
| Encadrement technique                        | Encadrement technique                        |                                              | Légende                      | Légende                      | Légende                      |
| Entraîneur : Juan Cichello                   | Entraîneur : Juan Cichello                   | Entraîneur : Juan Cichello                   | : Capitaine                  | : Capitaine                  | : Capitaine                  |
| Entraîneur(s) adjoint(s) : Giancarlo D'Amico | Entraîneur(s) adjoint(s) : Giancarlo D'Amico | Entraîneur(s) adjoint(s) : Giancarlo D'Amico | : Joueur blessé actuellement | : Joueur blessé actuellement | : Joueur blessé actuellement |

| Équipe type : Pallavolo Molfetta                                                                         |
| \| Saitta · # 18 Zanuto · # 11 Piscopo · # 1 Sabbi · # 10 Jurquin · # 17 Mazzone · # 2 Cesarini · # 7 \| |
| Saitta · # 18 Zanuto · # 11 Piscopo · # 1 Sabbi · # 10 Jurquin · # 17 Mazzone · # 2 Cesarini · # 7       |

| Saitta · # 18 Zanuto · # 11 Piscopo · # 1 Sabbi · # 10 Jurquin · # 17 Mazzone · # 2 Cesarini · # 7 |